# Please Stand By
Please Stand By (bra: Tudo Que Quero; prt: Um Novo Caminho) é um filme de comédia dramática dirigido por Ben Lewin e estrelado por Dakota Fanning e Toni Collette. Depois de ser exibido em vários festivais de cinema, o filme foi lançado simultaneamente nos Estados Unidos em 26 de janeiro de 2018, no Brasil em 26 de abril de 2018 e em Portugal em 25 de outubro de 2018.

## Sinopse
Wendy, uma jovem com autismo, foge da casa de repouso onde está hospedada, em Oakland, na tentativa de entregar seu roteiro de Star Trek diretamente para a Paramount Pictures (em Los Angeles), na tentativa de vencer o concurso que a produção empresa convocou.

## Elenco
- Dakota Fanning como Wendy
- Alice Eve como Audrey
- Toni Collette como Scottie
- River Alexander como Sam
- Lexi Aaron como ela mesma.
- Dominique “Big D” Brown como ele mesmo
- Brittanie Sanders como ela mesma
- Cindy Miyashiro como ela mesma
- Lara Lihiya como Madeline
- Dan Cordell como Richard
- Tony Revolori como Nemo
- Blaster como Pete el Pup
- Michael Stahl-David como Jack

## Recepção
Please, Stand By atualmente tem uma aprovação geralmente favorável via Rotten Tomatoes com uma classificação de 58%, com base em 18 avaliações.